# Las gentiles
Las gentiles és una pel·lícula dramàtica espanyola del 2021 dirigida per Santi Amodeo protagonitzada per África de la Cruz i Paula Díaz al costat d'Olga Navalón, Lola Buero i Alva Inger.

## Trama
Ambientada a Sevilla, la trama segueix l'Ana, una noia de classe mitjana més, amb conflictes familiars i problemes d'identitat. Encara que des que va conèixer al seu amiga Corrales la paraula suïcidi ha entrat en la seva vida, aparentment només com una idea llunyana i transgressora. Però, a poc a poc, el que semblava un joc a les xarxes socials acaba per filtrar-se a la realitat.

## Repartiment
- África de la Cruz - Ana[2]
- Paula Díaz - Corrales[2]
- Beatriz Cotobal[3]
- Teresa Cruz[3]
- Rafa de Vera[3]
- Olga Navalón[3]
- Lola Buero[3]
- Alva Inger[3]

## Producció
La pel·lícula ha estat produïda per Grupo Tranquilo PC, Sacromonte Films i Las Gentiles AIE, amb la participació de Canal Sur i el finançament de la Junta de Andalucía. El rodatge va començar el febrer de 2021 a Sevilla. Alex Catalán va ser el responsable de la fotografia. La música va ser composta per Bronquio i el mateix Amodeo.

## Estrena
La pel·lícula es va presentar al 18è Festival de Cinema Europeu de Sevilla el novembre de 2021. També es va projectar al Festival de Tallinn. Distribuïda per Alfa Pictures, es va estrenar en cinemes a Espanya el 3 de juny de 2022.

## Recepció
Paula Arantzazu Ruiz de Cinemanía va valorar la pel·lícula amb 3 sobre 5 estrelles, escrivint que "animada per un suggerent xoc entre realitat i virtualitat", "el clàssic conflicte generacional" el resol Amodeo "amb una inesperada i la sortida convencional", potser excessiva per al revisor, resumint com a conclusió: "viu ràpid, mor jove i deixa una història bonica a Instagram".
Eulàlia Iglesia de Fotogramas també la va puntuar 3 sobre 5, considerant que Amodeo "enregistra amb una naturalitat envejable la desorientació de la joventut en l'època de les xarxes socials", tot citant l'"excessiu" valor de xoc del gir final com a punt negatiu.
Javier Ocaña d'El País va considerar la pel·lícula com "una història d'actitud exultant i personalitat aclaparadora en els seus joves personatges femenins".

## Premis
| Any  | Premi                              | Categoria                        | Nominat                                                           | Resultat  | Ref           |
| ---- | ---------------------------------- | -------------------------------- | ----------------------------------------------------------------- | --------- | ------------- |
| 2023 | 2ns Premis Carmen                  | Millor pel·lícula                | Millor pel·lícula                                                 | Nominat   | [ 11 ] [ 12 ] |
| 2023 | 2ns Premis Carmen                  | Millor director                  | Santi Amodeo                                                      | Nominat   | [ 11 ] [ 12 ] |
| 2023 | 2ns Premis Carmen                  | Millor guió original             | Santi Amodeo                                                      | Nominat   | [ 11 ] [ 12 ] |
| 2023 | 2ns Premis Carmen                  | Millor actriu secundària         | Paula Díaz                                                        | Guanyador | [ 11 ] [ 12 ] |
| 2023 | 2ns Premis Carmen                  | Millor actriu novell             | África de la Cruz                                                 | Guanyador | [ 11 ] [ 12 ] |
| 2023 | 2ns Premis Carmen                  | Millor muntatge                  | José M. G. Moyano, Darío García García                            | Nominat   | [ 11 ] [ 12 ] |
| 2023 | 2ns Premis Carmen                  | Millor direcció artística        | Ana Medina                                                        | Nominat   | [ 11 ] [ 12 ] |
| 2023 | 2ns Premis Carmen                  | Millor direcció de producció     | Esther Diana                                                      | Nominat   | [ 11 ] [ 12 ] |
| 2023 | 2ns Premis Carmen                  | Millor banda sonora              | Bronquio, Santi Amodeo                                            | Nominat   | [ 11 ] [ 12 ] |
| 2023 | 2ns Premis Carmen                  | Millor cançó original            | "Todo lo que llega un día se va" de Bronquio i Sebastián Orellana | Nominat   | [ 11 ] [ 12 ] |
| 2023 | 2ns Premis Carmen                  | Millor perruqueria i maquillatge | Carmela Martín, Ana Medina Sánchez                                | Nominat   | [ 11 ] [ 12 ] |
| 2023 | 2ns Premis Carmen                  | Millor so                        | Dani de Zayas, Carli Pérez Valero, Jorge Marín                    | Nominat   | [ 11 ] [ 12 ] |
| 2023 | 2ns Premis Carmen                  | Millors efectes especials        | Amparo Martínez, Laura Domínguez                                  | Nominat   | [ 11 ] [ 12 ] |
| 2023 | XXXI Premis de la Unión de Actores | Millor actriu revelació          | África de la Cruz                                                 | Pendent   | [ 13 ]        |